# 伸びゆく武生
「伸びゆく武生」（のびゆくたけふ）は、日本の福井県武生市（現在の越前市）がかつて制定していた市民歌である。作詞・佐々木淑郎、作曲・飯田信夫。

## 解説
1948年（昭和23年）に市制を施行した武生市では2年後の1950年（昭和25年）に周辺の3村を順次編入合併して市域を拡大し、その記念事業として市民歌を制定したものである。制定から15年後の1965年（昭和40年）に三浦洸一と安西愛子の歌唱を収録したソノシートがビクターレコードへの製造委託により作成された。
1985年（昭和60年）に「武生夏の祭典」の合同演奏曲として作られた『吹奏楽のための行進曲「たけふ」』のトリオ部分に「伸びゆく武生」の一節が挿入されている。

### 廃止
「伸びゆく武生」は武生市役所が毎年発行していた市勢要覧に掲載され、市の行事でも演奏の機会が設けられ半世紀余りにわたって市民に親しまれて来たものの制定主体の武生市が2005年（平成17年）に今立郡今立町と新設合併し越前市となったため、同年9月30日を以て失効・廃止された。なお武生市・今立町合併協議会では合併後の市歌制定や既存楽曲の扱いに関して明文の取り決めが無く、越前市発足から20年を経た2025年（令和7年）時点においても同市の市歌は制定されていない。
「伸びゆく武生」の歌詞と楽譜は『武生市体育協会史 -30年史-』巻頭や閉市記念誌『たけふのあゆみ』巻末に収められており、越前市中央図書館（旧武生市中央図書館）でソノシートを所蔵している。
旧武生市および今立町に関連する他の楽曲としては市民音頭「武生ばやし」および町民音頭「今立音頭」があり、合併後の越前市サマーフェスティバルにおいても両曲が引き続き演奏されている。